# Caleb Foote
Caleb Foote (Ypsilanti, 23 dicembre 1993) è un attore statunitense.

## Carriera
Nel 2018 è nel cast principale della serie The Kids Are Alright, nel ruolo di Eddie Cleary. Dal 2021 è inoltre tra i protagonisti della serie televisiva Made for Love.
Dal 2024 interpreta l'agente Randy Randolf nel prequel NCIS: Origins.

## Filmografia

### Televisione
- Grey's Anatomy - serie TV, episodio 14x05 (2017)
- American Horror Story - serie TV, episodi 7x07-7x09 (2017)
- The Kids are Alright - serie TV, 23 episodi (2018-2019)
- American Crime Story - serie TV, episodi 2x01, 2x07 (2018)
- 9-1-1 - serie TV, episodio 3x05 (2019)
- All Rise - serie TV, episodio 1x08 (2019)
- NCIS: Los Angeles - serie TV, episodio 11x09 (2019)
- Magnum P.I. - serie TV, episodio 2x16 (2020)
- Made for Love - serie TV, 15 episodi (2021-2022)
- NCIS: Origins - serie TV, 18 episodi (2024-2025)

## Doppiatori italiani
Nelle versioni in italiano delle opere in cui ha recitato, Caleb Foote è stato doppiato da:
- Mirko Cannella in American Crime Story
- Lorenzo De Angelis in All Rise
- Jacopo Calatroni in Made for Love
- Simone Crisari in NCIS: Origins